# Aleksejev v. Rusland
Aleksejev v. Rusland (EHRM 21 oktober 2010, nrs. 4916/07, 25924/08 en 14599/09) is de roepnaam van een op 21 oktober 2010 door het Europees Hof voor de Rechten van de Mens (EHRM) gewezen arrest, dat ziet op het verbod op het houden van homorechtendemonstraties in Moskou in de periode 2006-2008. De rechtszaak was aangespannen door homorechtenactivist Nikolaj Aleksejev.

## Achtergrond
De zaak komt voort uit drie verzoeken van Nikolaj Aleksejev die op 29 januari 2007, 14 februari 2008 en op 10 maart 2009 werden ingediend bij het EHRM. In 2006 organiseerde Aleksejev, samen met anderen, een homorechtendemonstratie in Moskou (Moskou Pride) die plaats had moeten vinden op 27 mei 2006. Deze datum was gekozen om de decriminalisering van homoseksualiteit in Rusland op 27 mei 1993 te vieren. Ondanks dat de toenmalige burgemeester van Moskou, Joeri Loezjkov tijdig op de hoogte werd gebracht van de demonstratie, werden alle pogingen om deze te houden verhinderd. Loezjkov stelde dat het houden van een homorechtendemonstratie "totaal niet acceptabel is voor Moskou en Rusland" en dat "iedere ongeoorloofde poging daartoe hevig onderdrukt zal worden".
Aleksejev heeft de zaak aangevochten in binnenlandse rechtbanken, maar door alle rechtbanken werd de toestemming alsnog geweigerd. In 2007 en 2008 probeerden Aleksejev en anderen opnieuw om homorechtendemonstraties te organiseren. Deze werden eveneens verboden.

## Samenstelling van de kamer
Het arrest werd op 20 juni 2017 gegeven door een kamer van zeven rechters en was als volgt samengesteld:
- Christos Rozakis (Griekenland)
- Nina Vajić (Kroatië)
- Anatoli Kovler (Rusland)
- Elisabeth Steiner (Oostenrijk)
- Xanlar Hacıyev (Azerbeidzjan)
- Dean Spielmann (Luxemburg)
- Sverre Erik Jebens (Noorwegen).

De ondergriffier was André Wampach.

## Arrest
Op 21 oktober 2010 werd geoordeeld dat het verbieden van de homorechtendemonstraties in Moskou onrechtmatig was. In de zaak Aleksejev v. Rusland oordeelden de rechters unaniem dat er sprake is van:
een overtreding van Artikel 11 (vrijheid van vergadering) van het Europees Verdrag voor de Rechten van de Mens.
een overtreding van Artikel 13 (recht op daadwerkelijk rechtsmiddel) in overeenstemming met Artikel 11 van het Europees Verdrag voor de Rechten van de Mens.
een overtreding van Artikel 14 (discriminatie) in overeenstemming met Artikel 11 van het Europees Verdrag voor de Rechten van de Mens.
Het arrest komt overeen met de vergelijkbare zaak Bączkowski et al. v. Polen uit 2007, waar het EHRM het verbod op een homorechtendemonstratie in Warschau eveneens ongegrond verklaarde op basis van Artikel 11, 13 en 14.
Het EHRM oordeelde dat de voornaamste reden voor het verbod op homorechtendemonstraties ging om de afkeuring van de autoriteiten van openbare bijeenkomsten die homoseksualiteit bevorderen. Hierin konden de rechters de sterke persoonlijke mening die toenmalig burgemeester Loezjkov publiekelijk uitte, niet negeren. Ook kon het EHRM niet voorbijgaan aan de link tussen deze meningen en het verbod op de demonstraties.
Onder Artikel 41 (compensatie) oordeelt het Hof dat Aleksejev gecompenseerd moeten worden voor 12.000 euro aan niet-financiële schade. Daarnaast werd 17.510 euro toegekend voor de kosten van het proces.

## Gebrek aan navolging
Het Comité van Ministers van de Raad van Europa uitte na afloop zijn zorgen om het niet navolgen van het arrest, omdat Aleksejev nog steeds niet werd toegestaan om homorechtendemonstraties te organiseren. Dit werd nog verder bemoeilijkt door de invoering van de federale anti-homopropagandawet in Rusland op 29 juni 2013, waarbij er in de praktijk een algemeen verbod op het in de openbaarheid bespreken van homoseksualiteit ontstond.